# Rudnianska Lehota
Rudnianska Lehota este o comună slovacă, aflată în districtul Prievidza din regiunea Trenčín. Localitatea se află la altitudinea de 364 m deasupra n.m., se întinde pe o suprafață de 12,23 km2 și în 2017 număra 755 de locuitori.

## Istoric
Localitatea Rudnianska Lehota este atestată documentar din 1477.

## Demografie
| An:                | 1994 | 2004   | 2014   | 2024   |
| ------------------ | ---- | ------ | ------ | ------ |
| Număr de persoane: | 718  | 722    | 741    | 732    |
| Diferență:         |      | +0,55% | +2,63% | −1,21% |

| An:                | 2023 | 2024   |
| ------------------ | ---- | ------ |
| Număr de persoane: | 725  | 732    |
| Diferență:         |      | +0,96% |